# Luigi Bisi

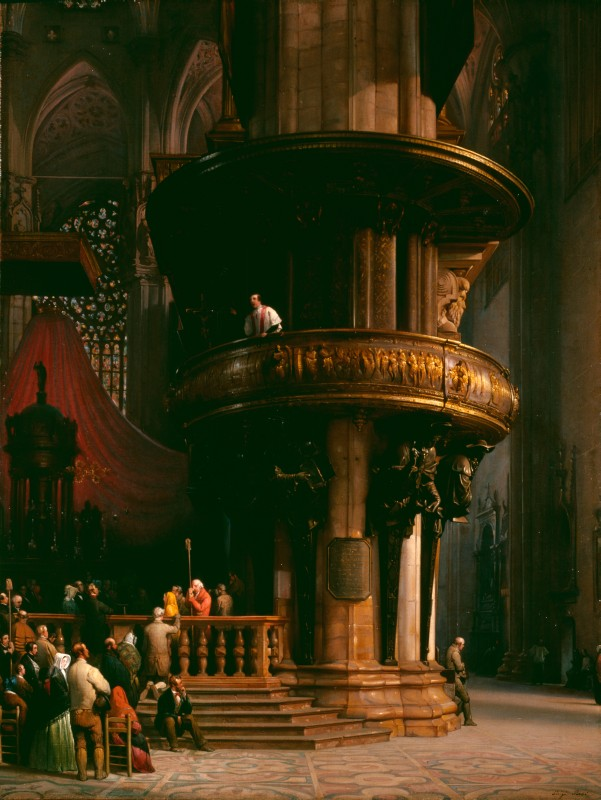
Predica nel Duomo di Milano
1837 (Fondazione Cariplo)

Luigi Bisi (Milano, 10 maggio 1814 – Milano, 11 settembre 1886) è stato un pittore e docente italiano.

## Biografia
Luigi Bisi è stato uno dei più noti esponenti di una dinastia di artisti, originaria di Genova e trasferitasi a Milano già nei primi anni dell'Ottocento: in famiglia erano infatti pittori sia il padre Michele che gli zii Giuseppe e Ernesta Legnani con le loro figlie. Si dedicò all'arte, dopo gli iniziali studi in matematica, anche il figlio di Luigi, lo scultore Emilio (1850-1920).
Iniziato dunque alla pittura dall'ambiente familiare, giovanissimo entra all'Accademia di Brera nel 1825, proseguendo sotto la guida di Gaetano Durelli.
Già nel 1831 prende parte alla mostra annuale braidense, di cui sarà assiduo espositore per oltre cinquant'anni.
Dedicandosi alla pittura prospettica già iniziata da Giovanni Migliara, si specializza alle vedute d'architettura e d'interni di monumentali edifici e di chiese con buon successo presso la borghesia e l'aristocrazia milanesi. A differenza di Migliara, che aveva dipinto architetture e interni d'invenzione, Bisi rende la piena aderenza al monumento con risultati di fedele puntualità documentaria.
Nel 1838 inizia a dipingere L'interno del Duomo di Milano su commissione dell'imperatore Ferdinando I d'Austria per la sua incoronazione a re del Lombardo Veneto. Il lavoro sarà terminato due anni più tardi e rimarrà esposto a Vienna nella Galleria del Belvedere fino a quando, dopo la caduta della monarchia asburgica, sarà venduto all'asta nel 1929 (oggi fa parte della collezione di una banca milanese).

Nel 1842 collabora con incisioni alla nuova edizione de I promessi sposi.
È membro della Commissione d'Ornato tra il 1837 e il 1858, nel 1851 succede a Francesco Durelli alla cattedra di Prospettiva all'Accademia di Brera, incarico che manterrà fino alla sua morte.

Nel 1880 viene nominato Presidente dell'Accademia stessa, dedicandosi alla sistemazione dei dipinti della sua Pinacoteca.

## Opere principali
- Predica nel Duomo di Milano (1837)
- Interno del Duomo di Milano (1840)
- Il Battistero di Gravedona (1857)
- L'interno di Orsanmichele (1869)
- Il quadriportico di Sant'Ambrogio

Per un elenco completo delle opere eseguite e vendute da Luigi Bisi si veda Sebregondi, p. 89.